# Albuca
Albuca L., 1762 è un genere di piante appartenente alla famiglia Asparagaceae.

## Etimologia
Il nome albuca deriva dal latino albus per il fatto che la prima specie descritta recava fiori bianchi.

## Descrizione
I fiori, di colore bianco o giallo, si sviluppano su uno stelo lungo e rigido ed emanano un lieve profumo.
Le foglie sono nastriformi.

## Distribuzione e habitat
Sono piante originarie dell'Africa e della penisola arabica.

## Tassonomia
La classificazione tradizionale (Sistema Cronquist, 1981) includeva questo genere nelle Liliaceae.
La moderna classificazione filogenetica ha notevolmente ridimensionato i confini delle Liliacee, spostando molti dei suoi generi in altre famiglie; la classificazione APG II (2003) assegnava il genere Albuca alle Hyacinthaceae, raggruppamento che i successivi aggiornamenti del 2009 e del 2016 hanno incluso nelle Asparagacee (sottofamiglia Scilloideae).
Il genere comprende oltre 160 specie.
Alcune specie
- Albuca altissima – alta fino a 60 cm con fiori bianchi
- Albuca aurea – alta fino a 40 cm con fiori gialli
- Albuca fastigiata – alta fino a un metro con fiori bianchi

## Coltivazione
Il terriccio necessario per la coltivazione deve essere molto drenante e composto da due parti di terra concimata unita a sabbia, più una parte di torba e una parte di foglie.
I bulbi dell'albuca possono essere coltivati sia in vaso che in terra.
- Per la coltivazione in vaso: nel mese di novembre vanno deposti i bulbi in numero di tre o quattro a una profondità di circa 6 cm tenendo poi il vaso al buio fino all'inizio della germinazione. Verranno innaffiati regolarmente fino alla fioritura, dopo di che le irrigazioni dovranno essere sospese.
- Per la coltivazione in terra, i bulbi dovranno essere interrati alla fine dell'inverno e tolti poi in autunno solo dopo che le foglie saranno cadute. Nei climi miti i bulbi possono essere tenuti in terra avendo cura di ripararli nel periodo invernale con protezioni di plastica, foglie secche, ecc.